# Custom (moto)
Pour les articles homonymes, voir Custom et Personnalisation.
Un custom ou moto custom (custom motorcycle, en anglais) est un prototype de moto customisée ou personnalisée (synonyme de tuning, et de personnalisation sur-mesure) par un amateur, un préparateur, ou proposé en série limitée, ou personnalisé par des catalogues d'options par des constructeurs (voir : « custom », « customiser » et « customisation » sur le Wiktionnaire). Les customs sont des objets de culte des bikers, et de la Kustom Kulture américaine, depuis les années 1950.

## Histoire

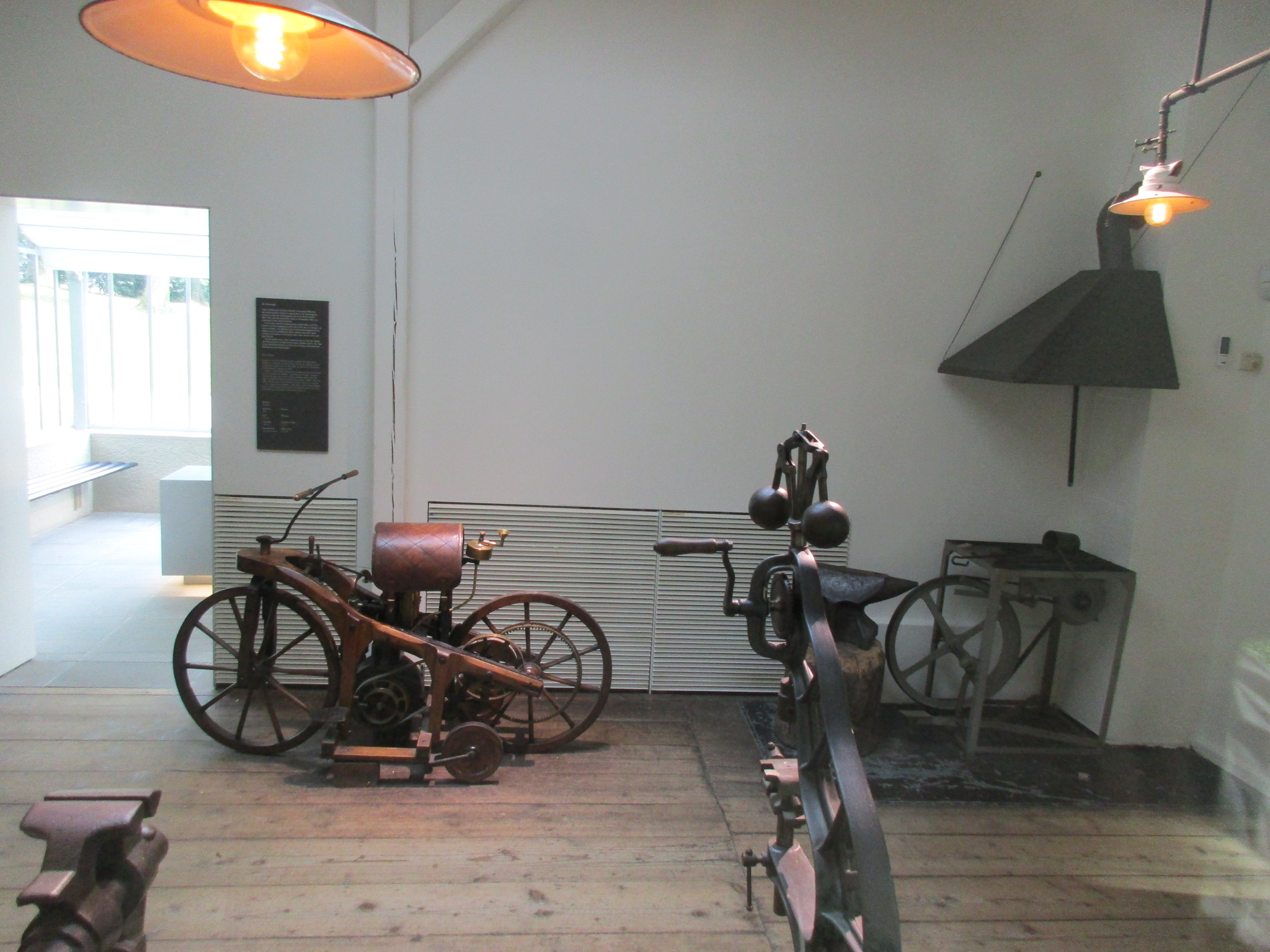
Premier prototype amateur historique de moto Daimler Reitwagen de Gottlieb Daimler de 1885 (voiture d'équitation Daimler) du musée Daimler de Stuttgart.

Le phénomène de mode de customisation, de tuning, et de personnalisation de véhicules (voitures, motos, vans, camions, etc.) s'est développé chez les amateurs passionnés de carrosserie, et de mécanique automobile, avec la Kustom Kulture américaine des années 1950 (fifties) d'après-guerre aux États-Unis. Des road movies du cinéma américain, puis de la télévision américaine, ont contribué à le mythifier, et à en faire un phénomène de culte, avec les stars américaines emblématiques de l'époque, dont Marlon Brando, Dennis Hopper, James Dean, Steve McQueen, ou Elvis Presley.
Le tuning des années 1950 succède à la vague des hot rods vintages rétros des années 1920 aux années 1950, des débuts de la démocratisation de l'automobile aux États-Unis grâce au fordisme de 1908 d'Henry Ford, qui succède elle-même au rêve américain de quelques inventeurs passionnés de l'automobile, qui ont eux-mêmes fabriqué, souvent dans le garage de leur domicile personnel, les premiers prototypes de l'histoire de l'automobile, avant de fonder leurs empires industriels, pour répandre leurs inventions dans le monde entier (dont Gottlieb Daimler et sa Daimler Reitwagen de 1885 à Moteur Daimler Type P, Henry Ford et sa Ford Quadricycle de 1896, William Harley et Arthur Davidson et leur première Harley-Davidson de 1903, ou Ettore Bugatti et son prototype de Bugatti Type 10 de 1907).
Les motos ou trikes customs sont améliorés de façon artistique du point de vue du design du carénage, de la peinture, des chromes, de la motorisation, des accessoires, etc. (dont rétroviseurs, échappements, montres guidon, poignées, sirènes, klaxons, drapeaux, repose-pieds, sacoches, sissy bars, ornements, emblèmes, stickers, vis, bouchons valves, support vignettes, filtres essence, phares, clignotants, interrupteurs, bavettes, etc.). Des constructeurs sont historiquement spécialisés dans la fabrication de customs de série de référence, dont Harley-Davidson, Indian, Honda (modèle Gold Wing), avec des catalogues de pièces d'accessoire aussi volumineux que des annuaires (« la personnalisation fait partie intégrante de la culture Harley », 95 % des Harley-Davidson sont customisées et personnalisées à l'achat). Dans les années 1960, des préparateurs américains indépendants, comme Arlen Ness ou Ben Hardy, ont contribué à lancer la mode de nouveaux styles de custom, tels les choppers.

## Types
- Bobber : cruiser rabaissé conçu pour être conduit tranquillement.
- Bratstyle : esthétique sobre et dénuée de toutes pièces superflues, venue du Japon.
- Café racer : moto conçue pour être légère et performante sur de petites distances entre deux cafés (origine : Royaume-Uni).
- Chopper : fourche allongée, guidon surélevé, siège bas et peinture personnalisée, chromes, style popularisé dans le film Easy Rider.
- Cutdown : dépouillement du véhicule (années 1920).
- Digger : chopper démesurément allongé.
- Hybride : moto construite autour de deux modèles ; exemples : Triton (pièces Triumph/Norton), Norley (Norton-Harley).
- Drag bike, dragster : conçue pour la haute performance en vitesse et accélération en ligne droite.
- Rat bike : dépouillement du véhicule pour le transformer en sa plus simple expression : un moteur, un châssis, deux roues.
- Scrambler : moto allégée et surélevée, recherche de performances tout-terrain.
- Streetfighter.
- Street Tracker.
- Tuning scooter.
- Supermoto : moto de sport pour circuit.
- Trike : moto à deux roues arrière.

## Galerie

Exemples de customs et modèles customisés.
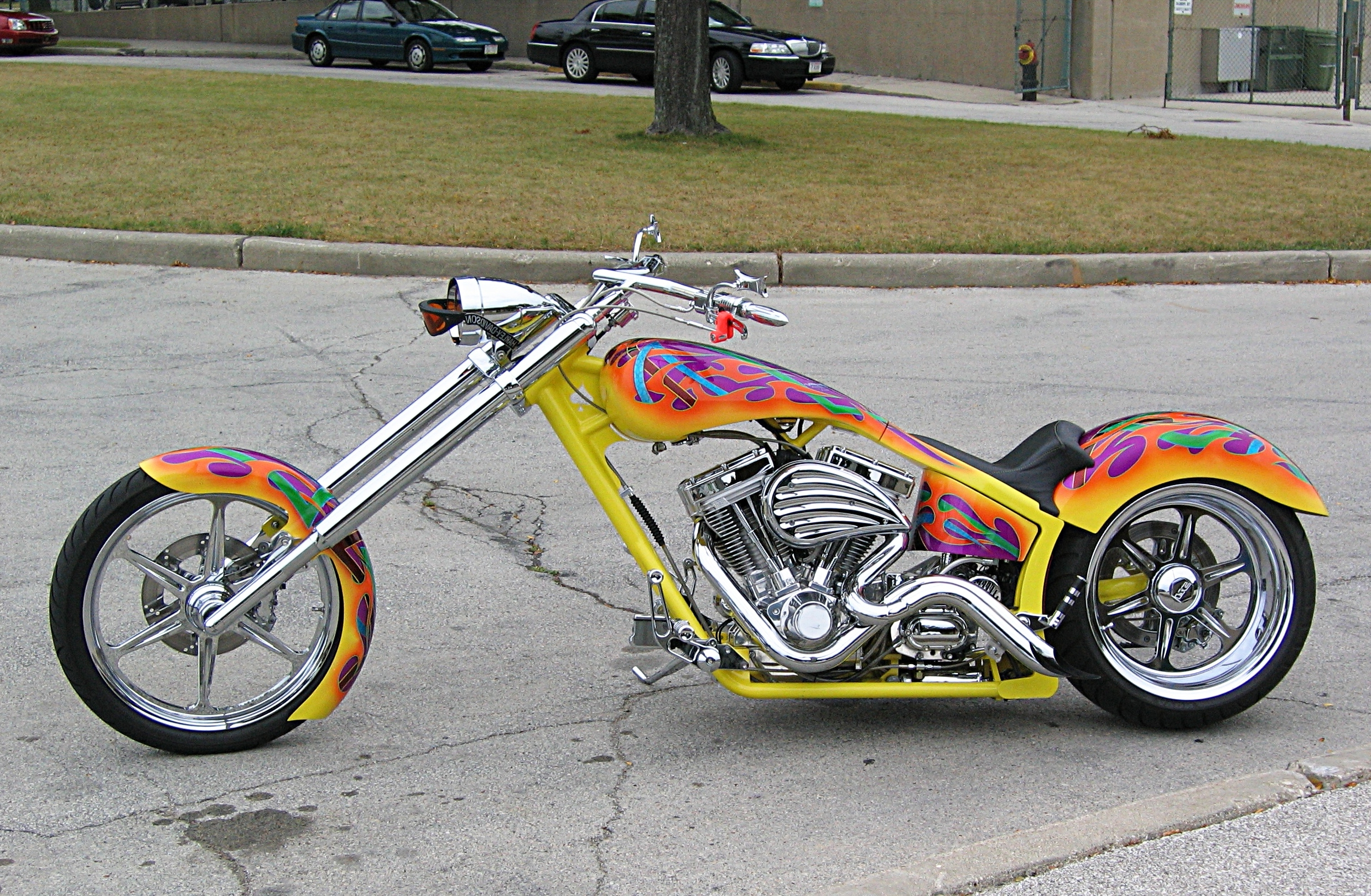
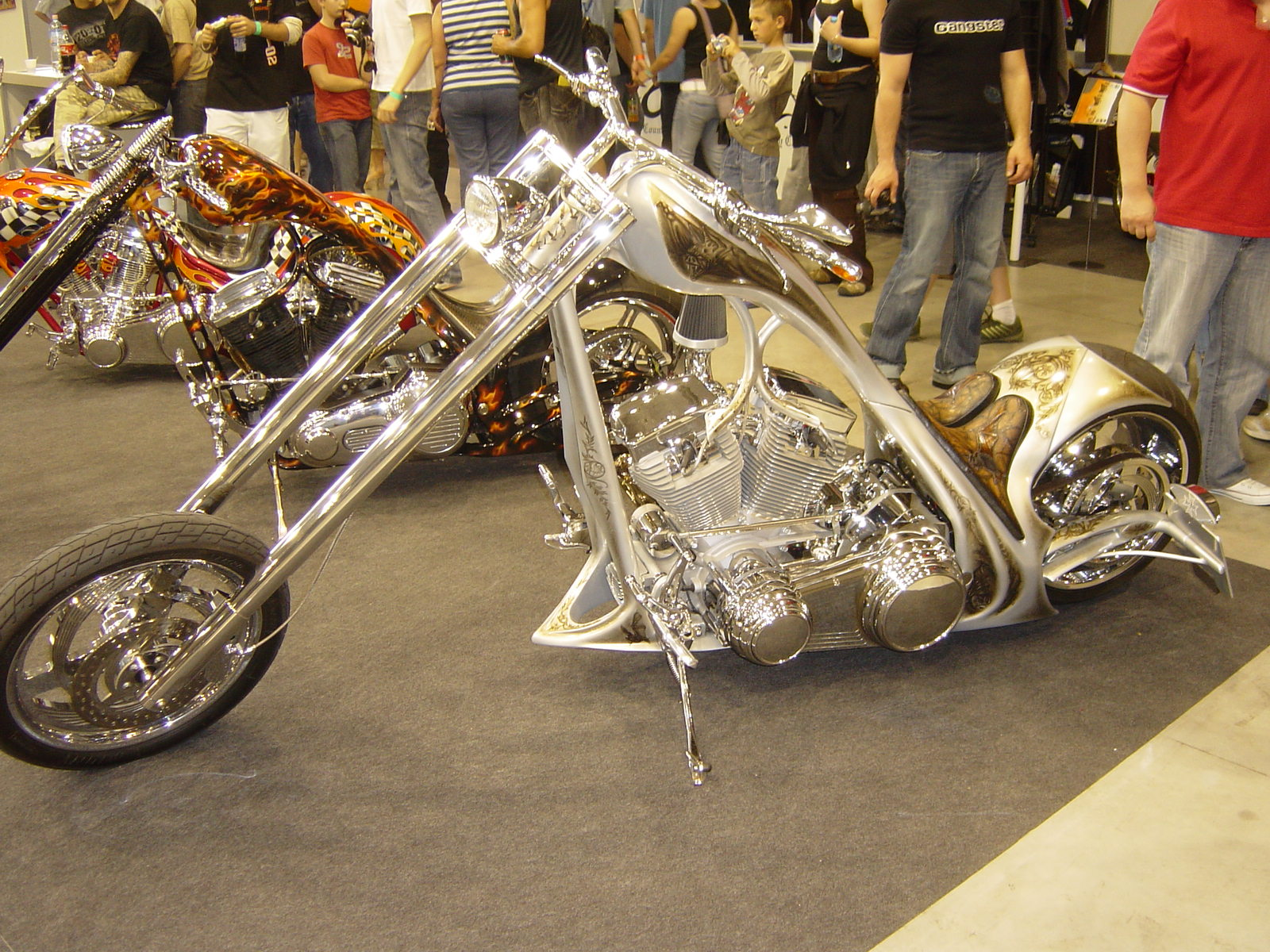
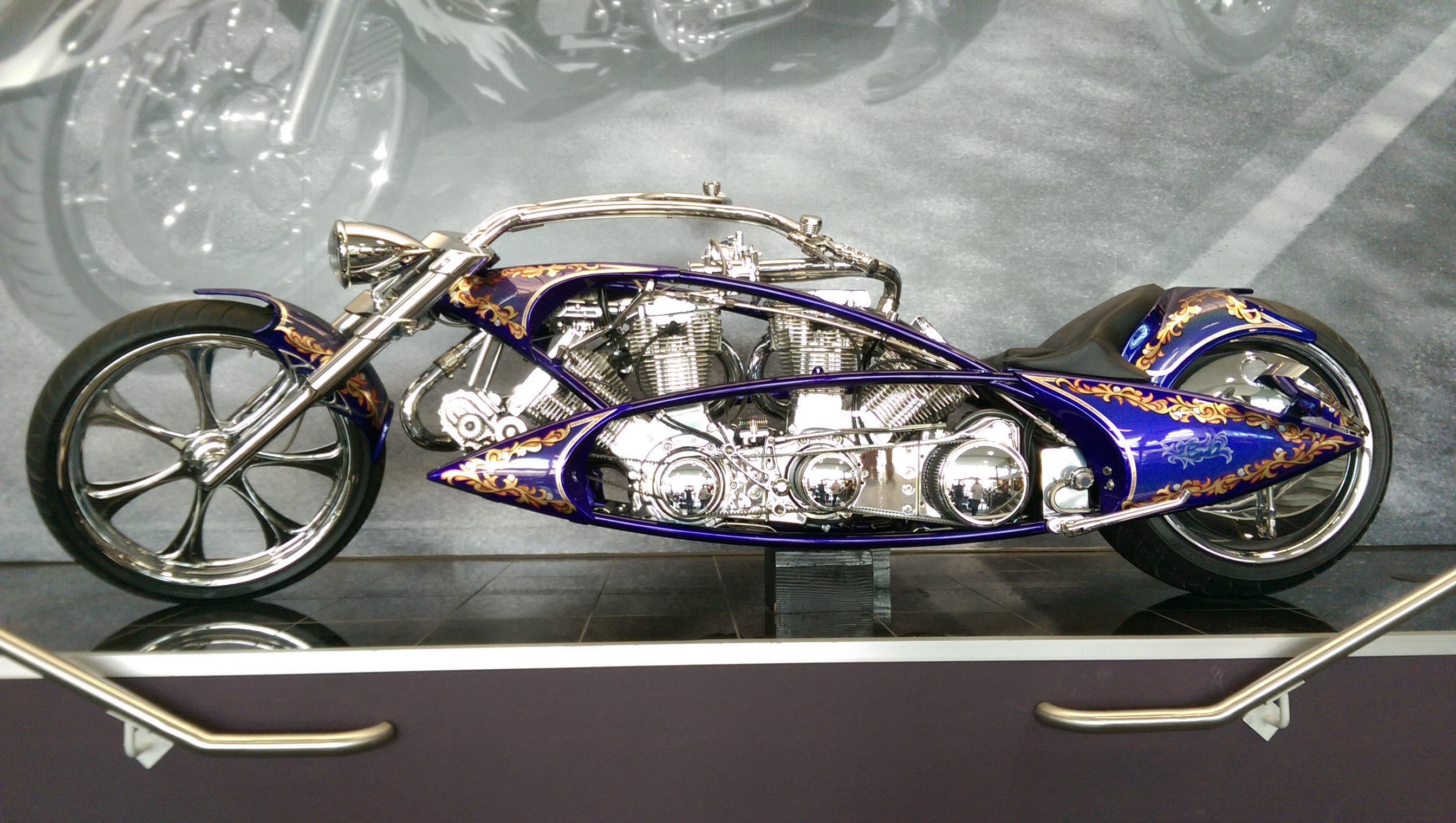
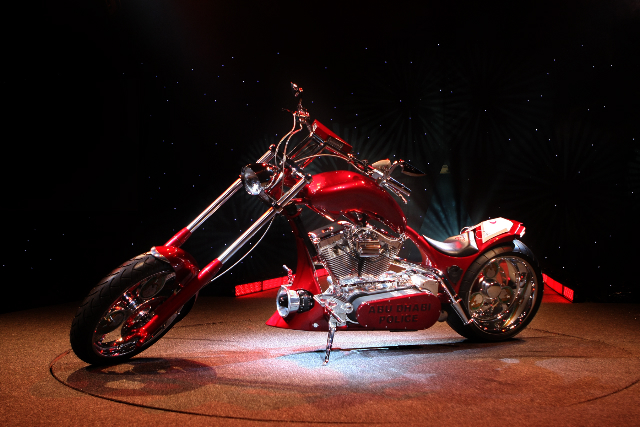
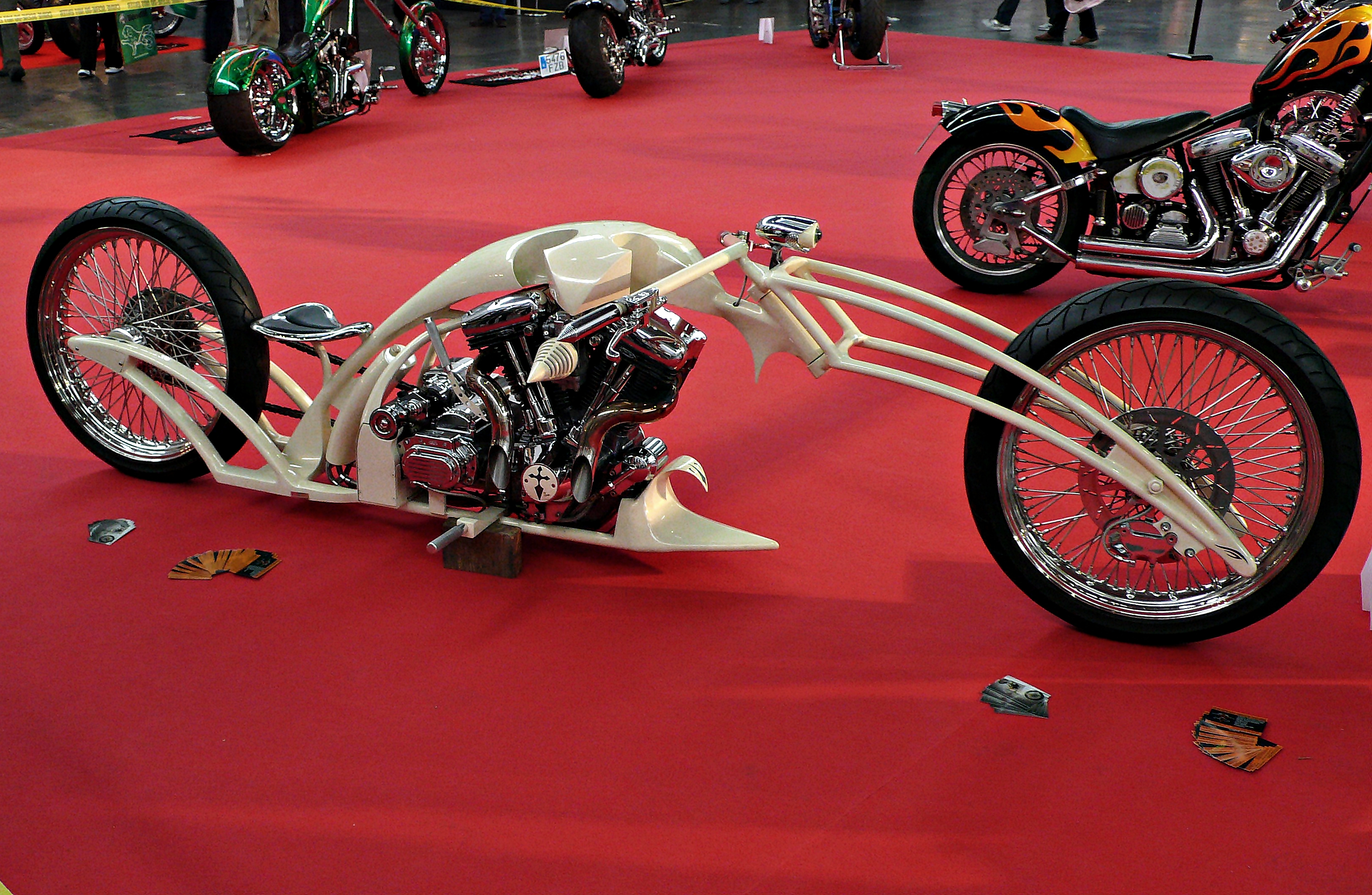
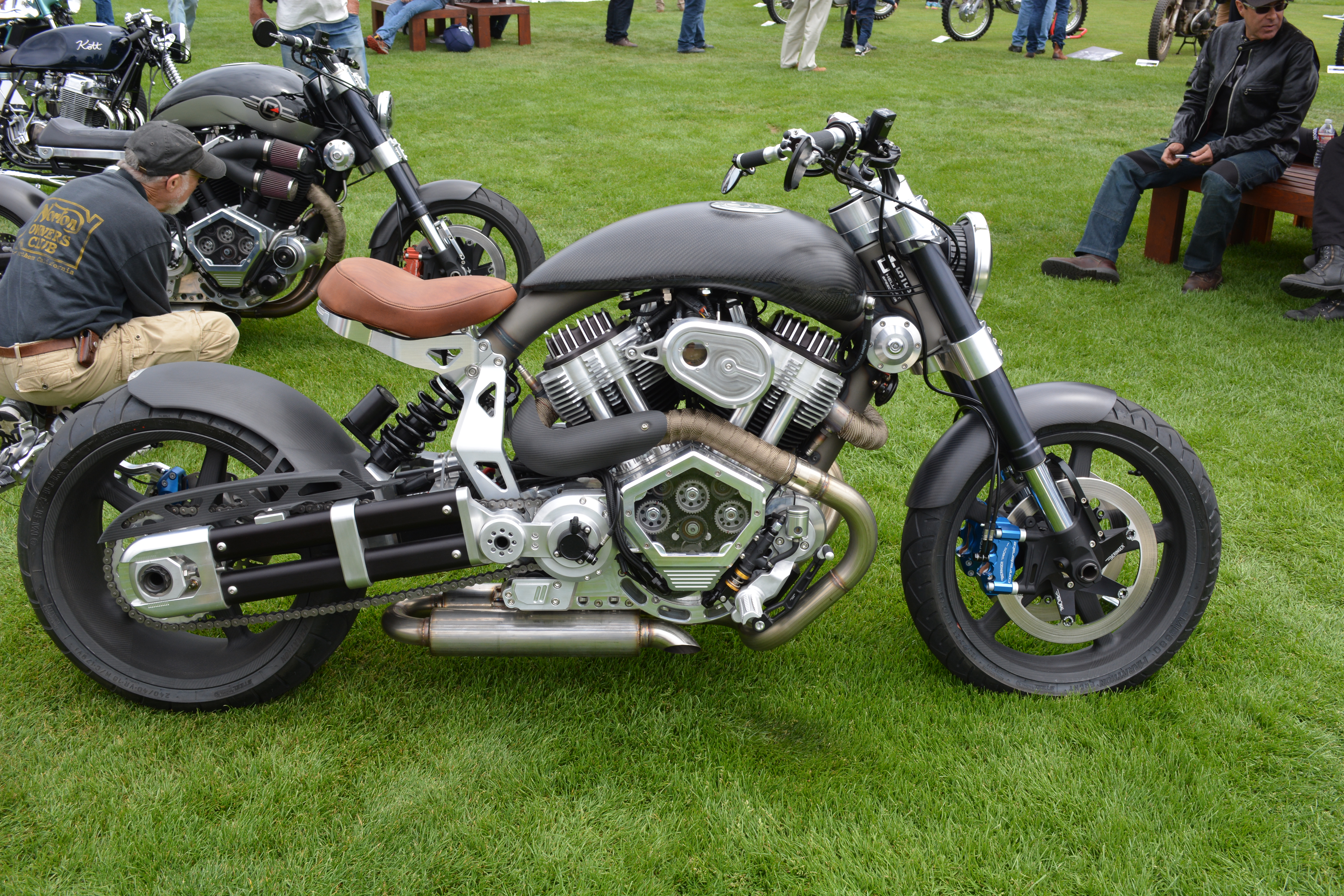
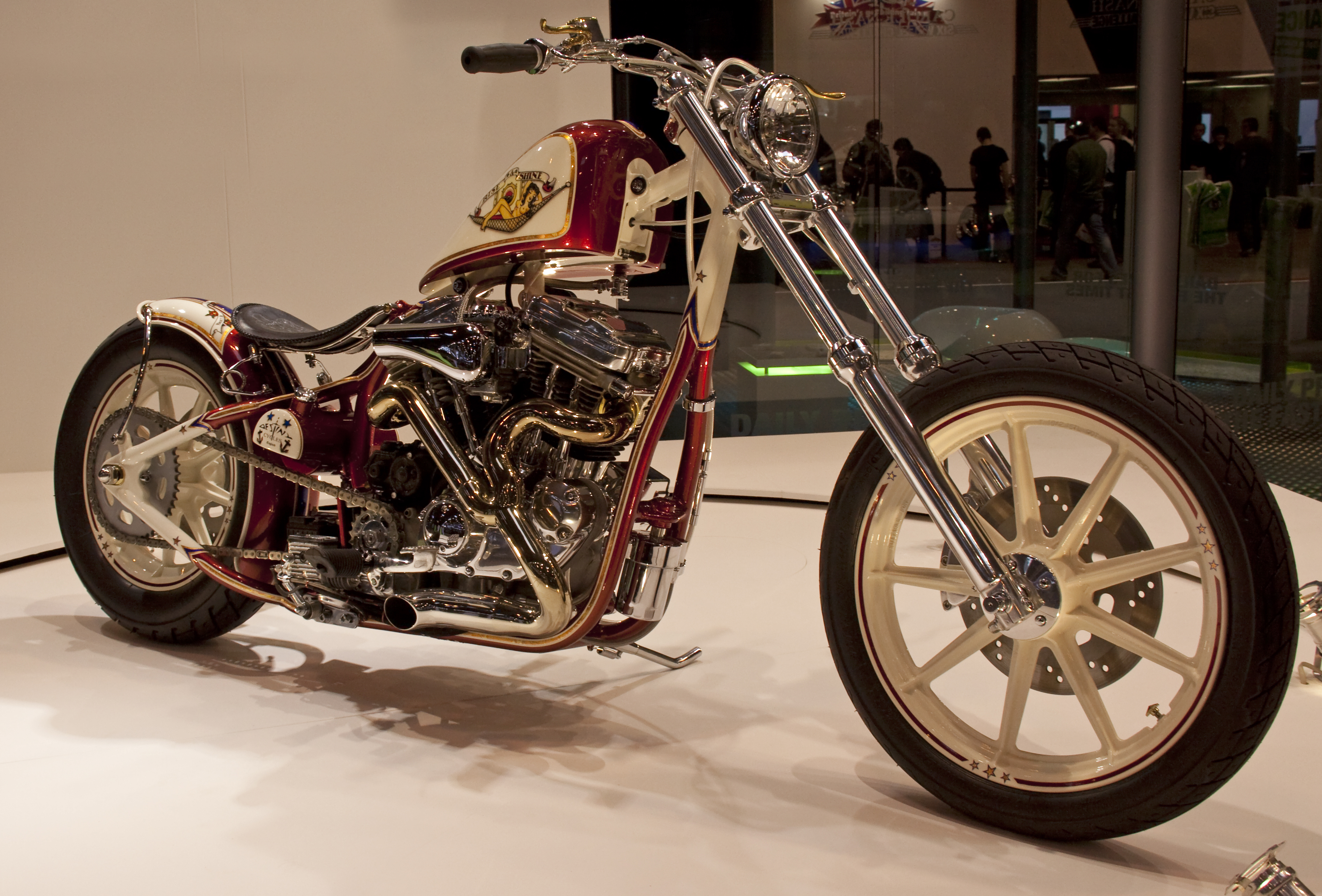
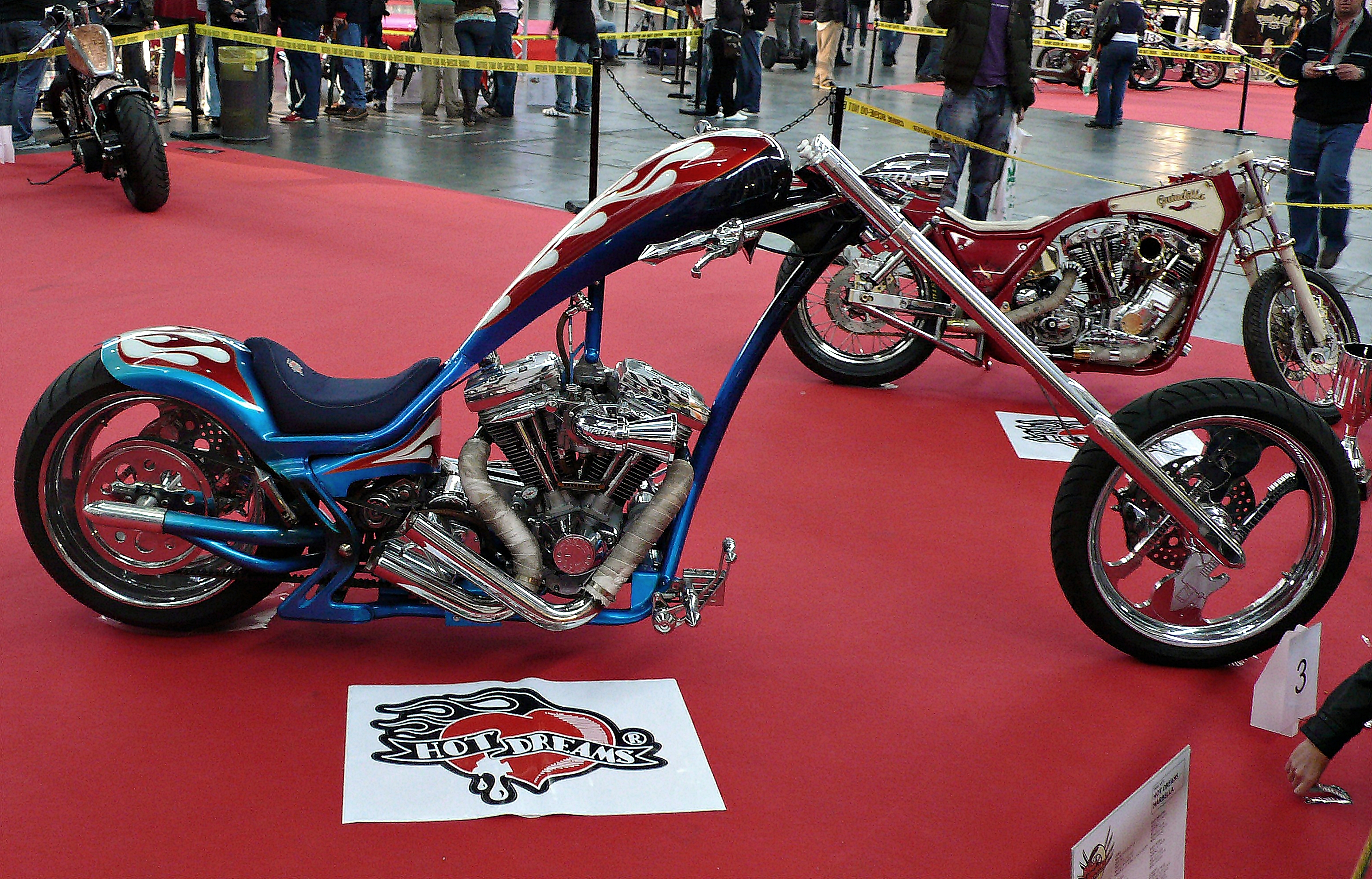
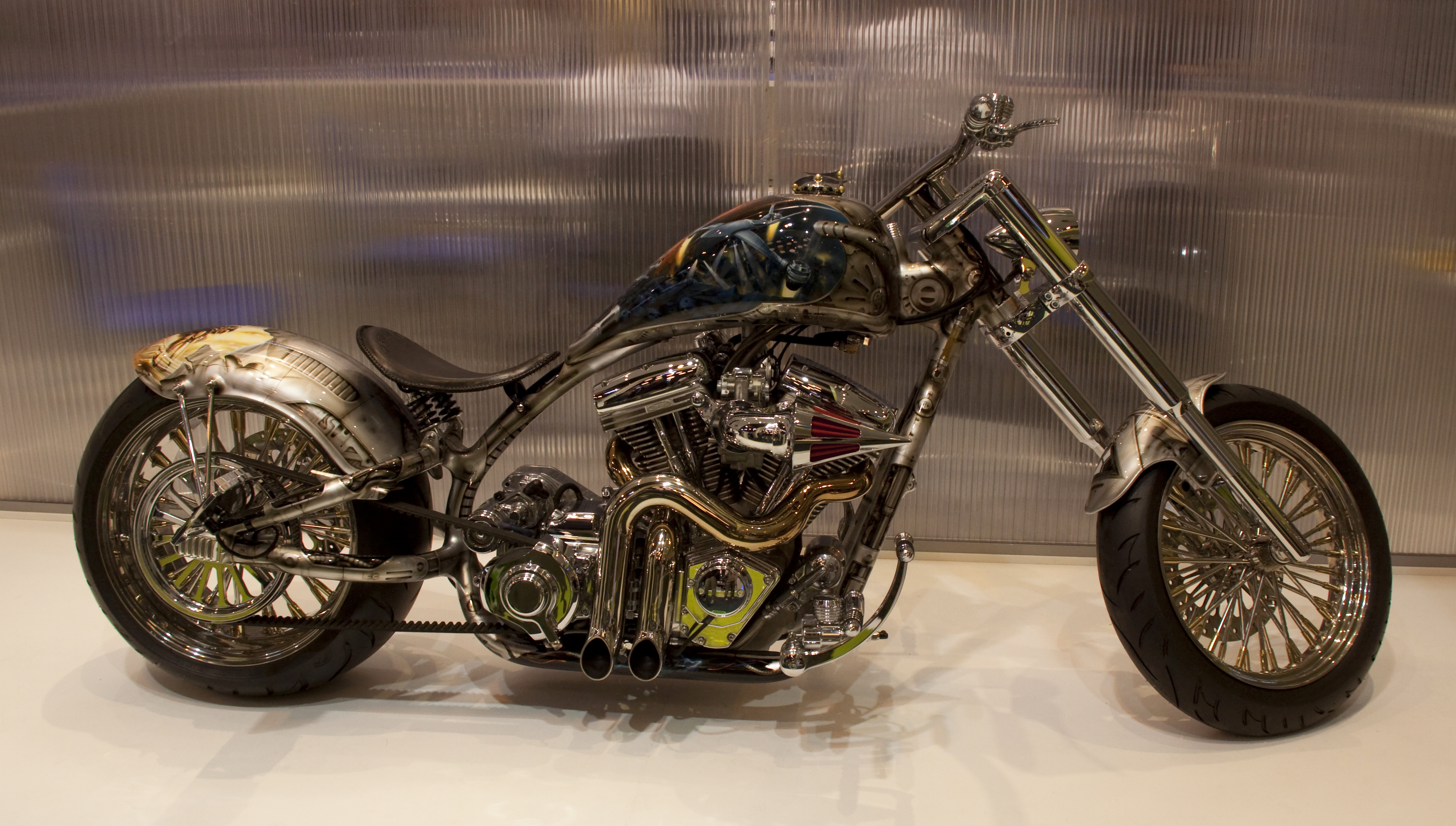
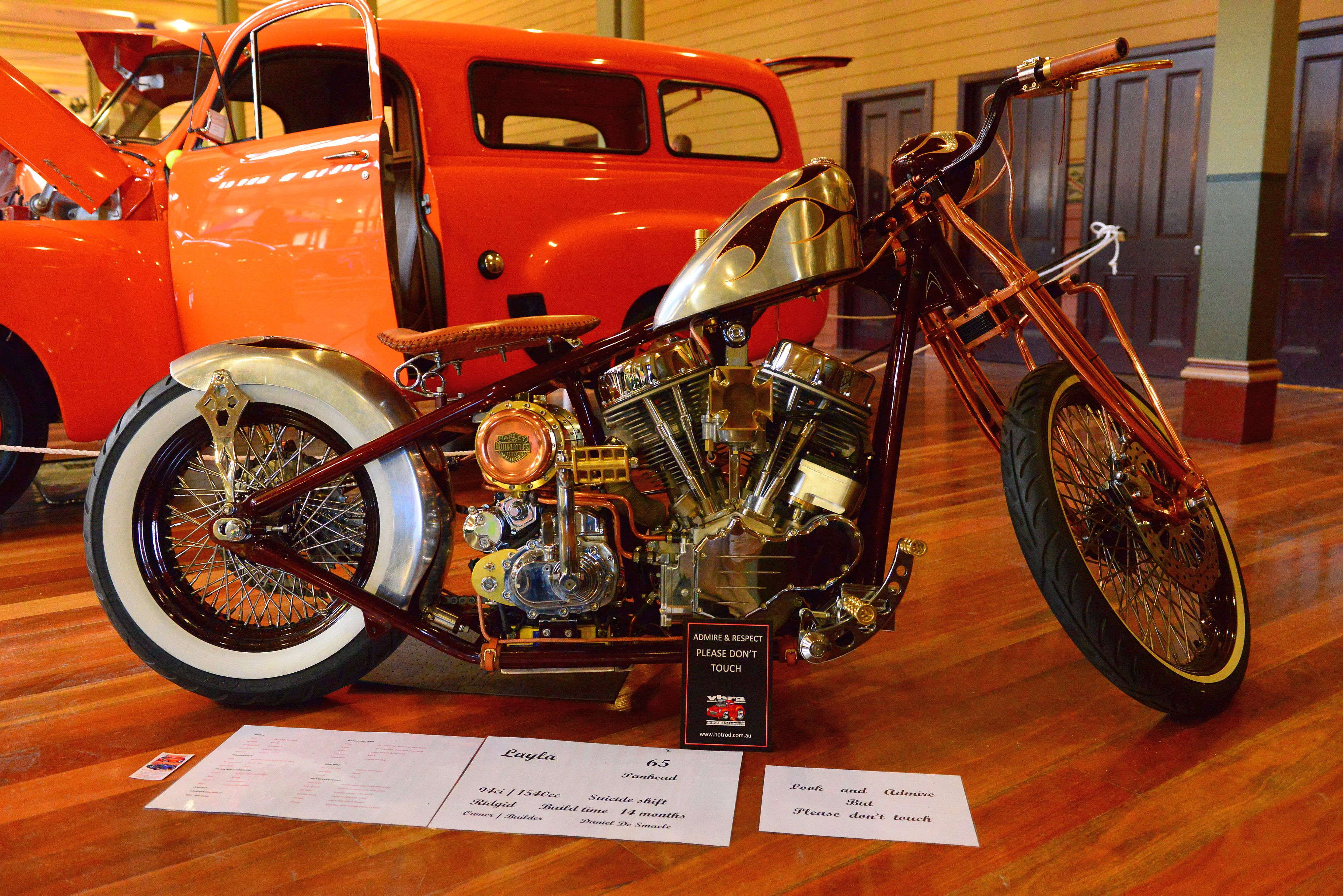
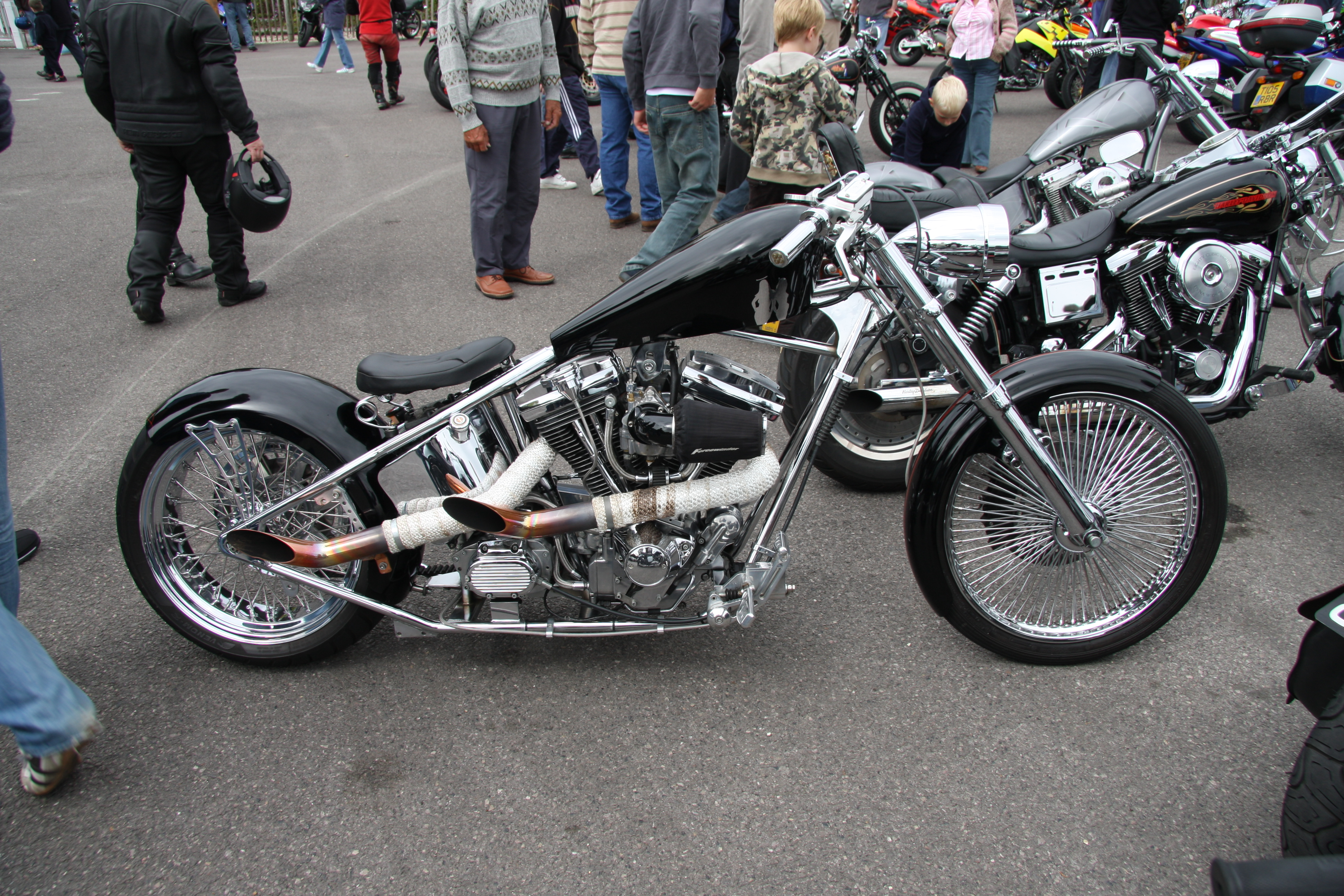
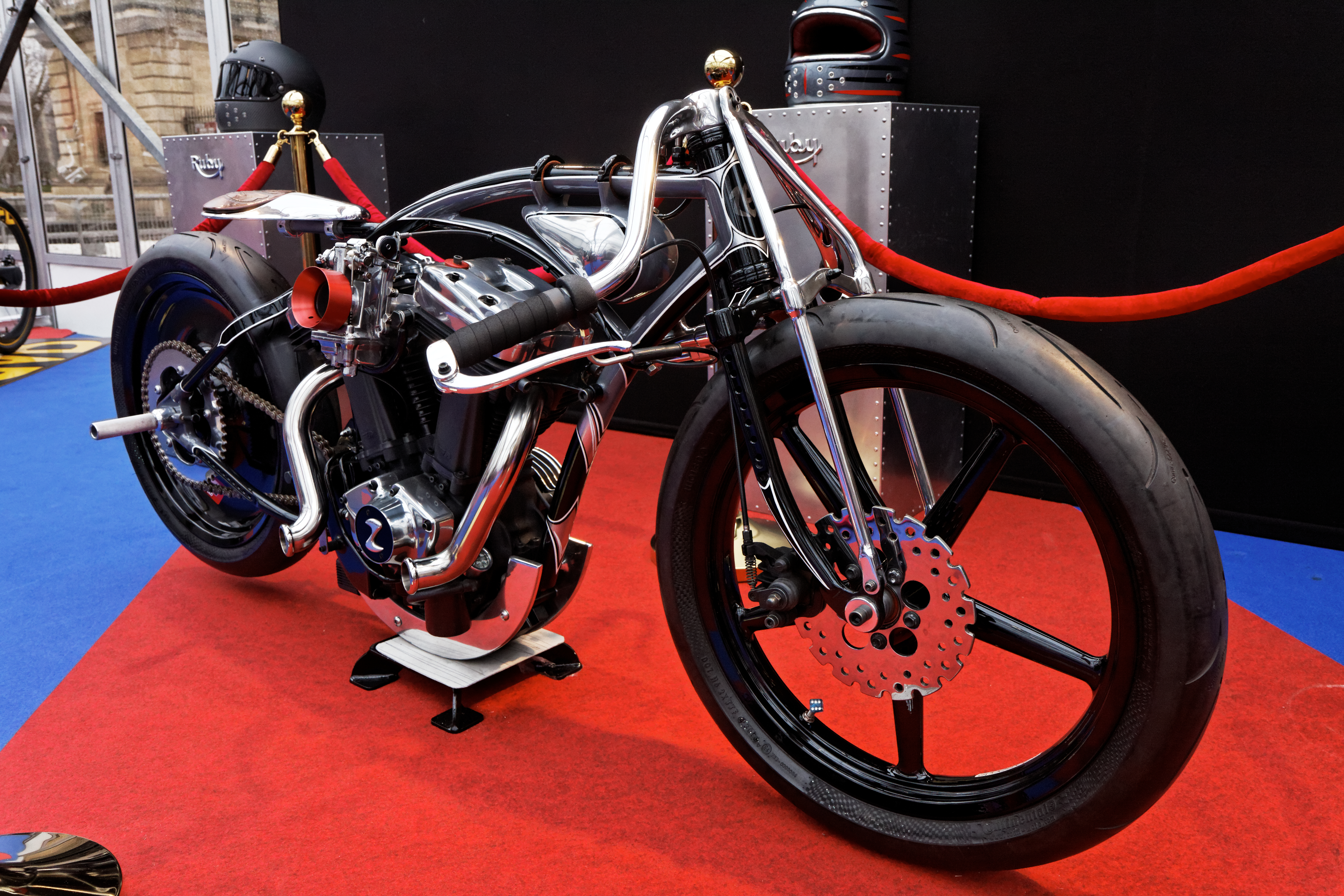
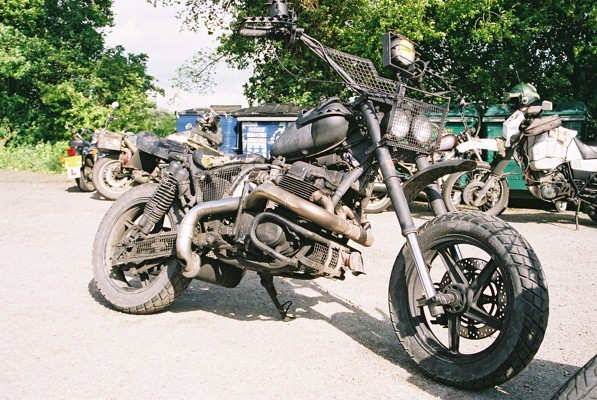
Rat bike.
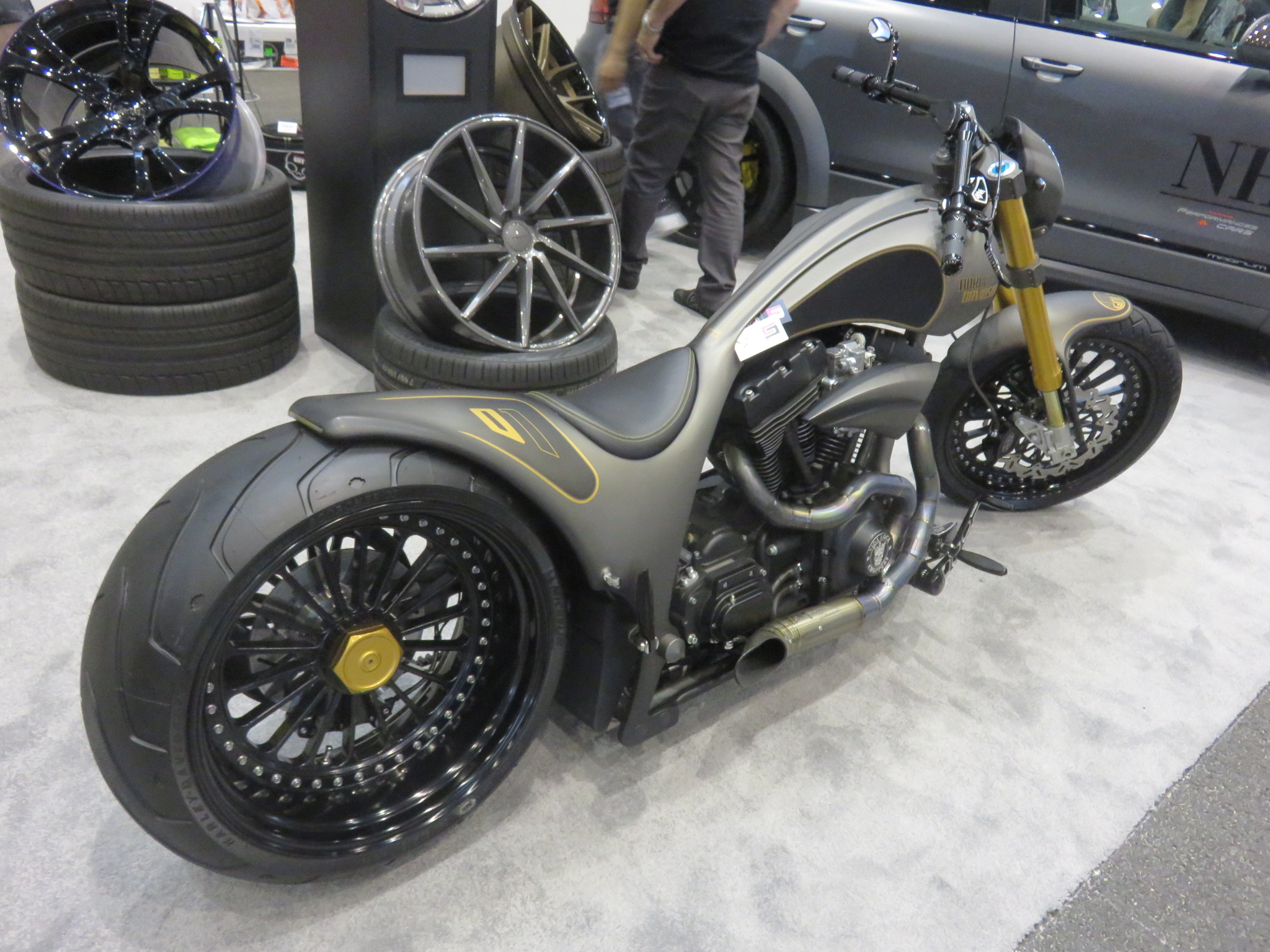
Swiss Car Event de Genève.
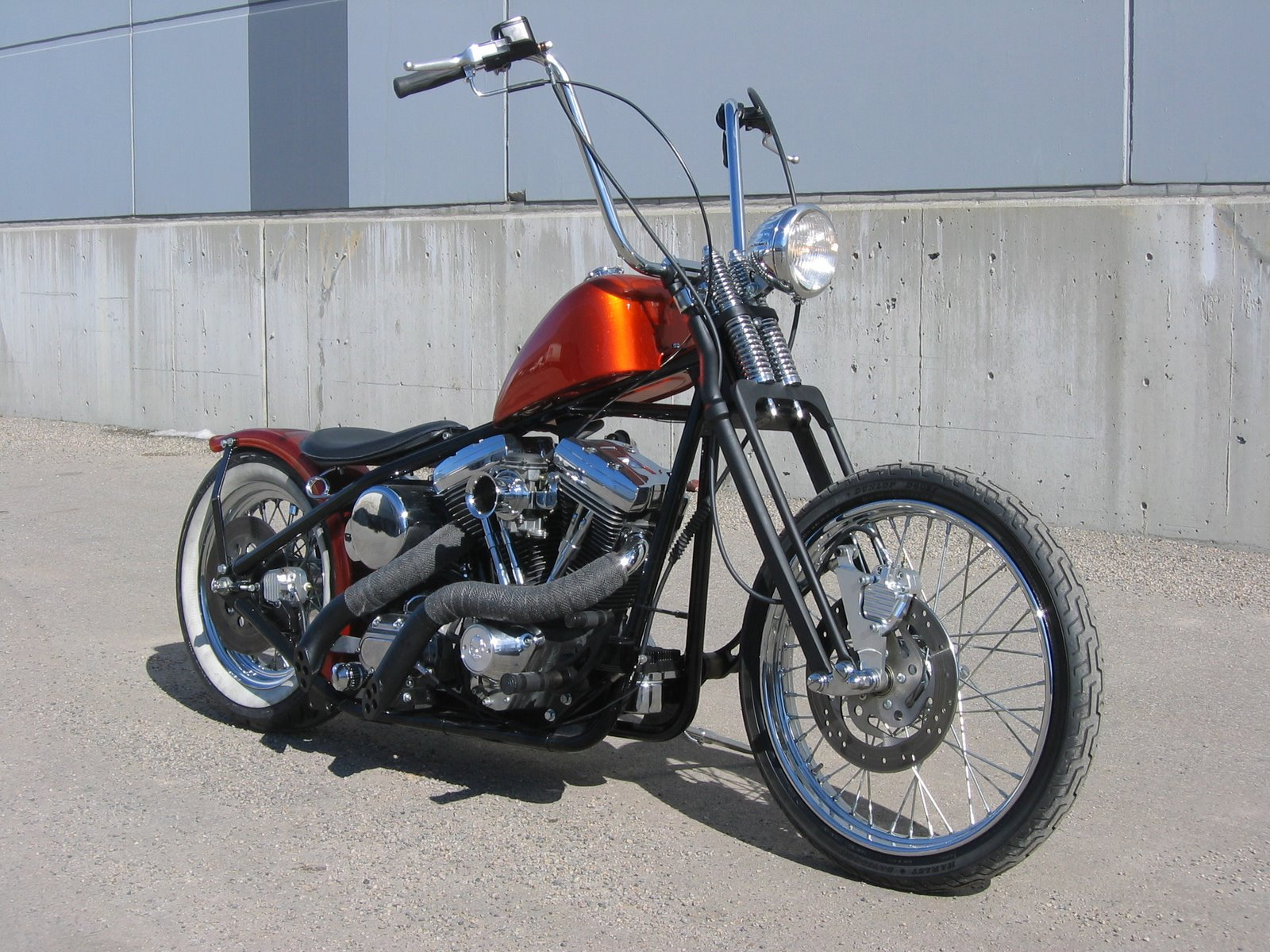
Chopper bobber.
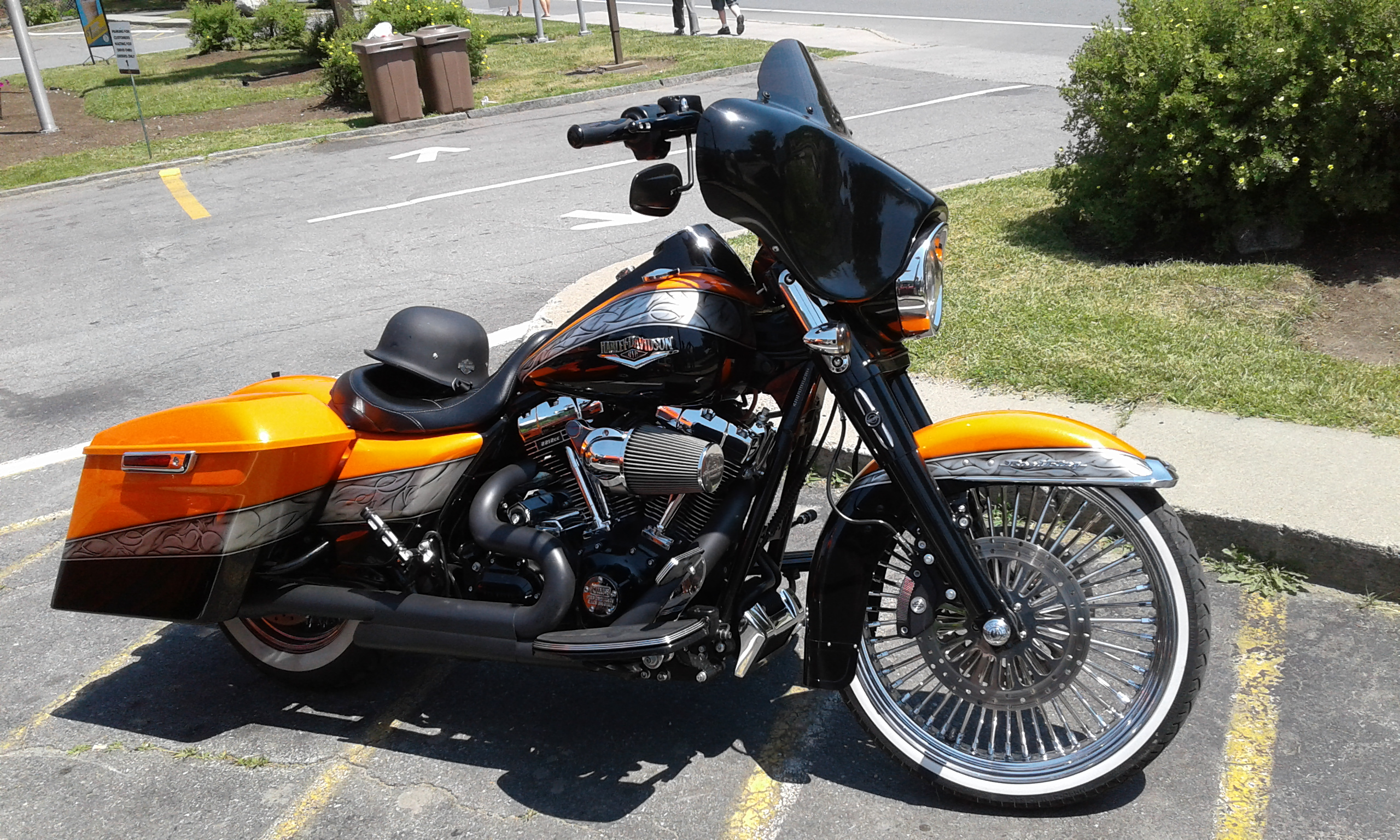
Harley-Davidson.
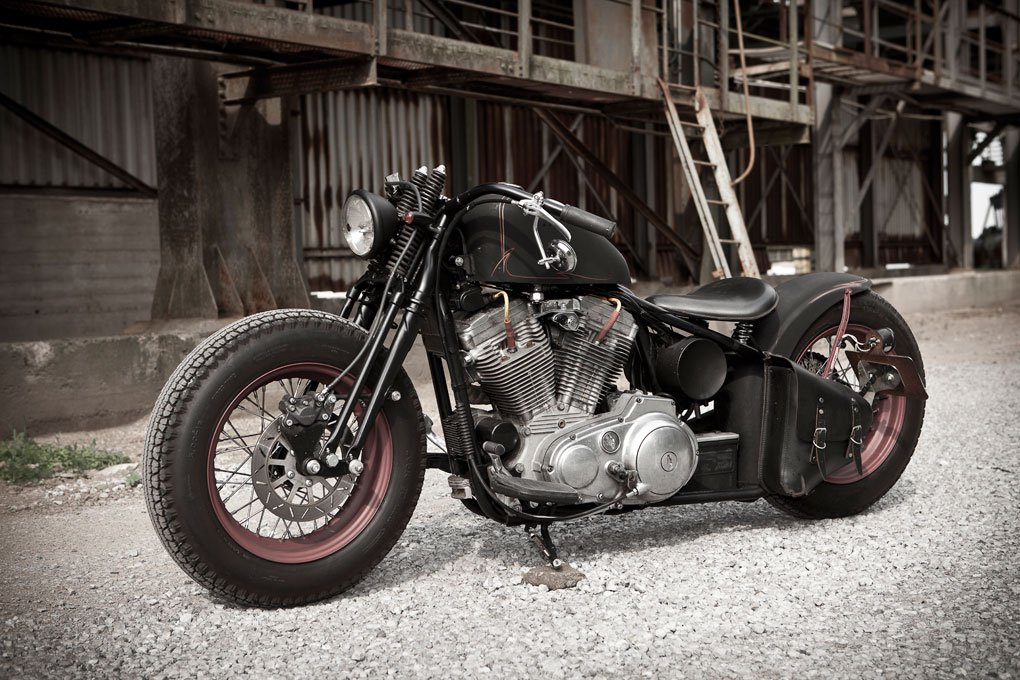
Rat bike.
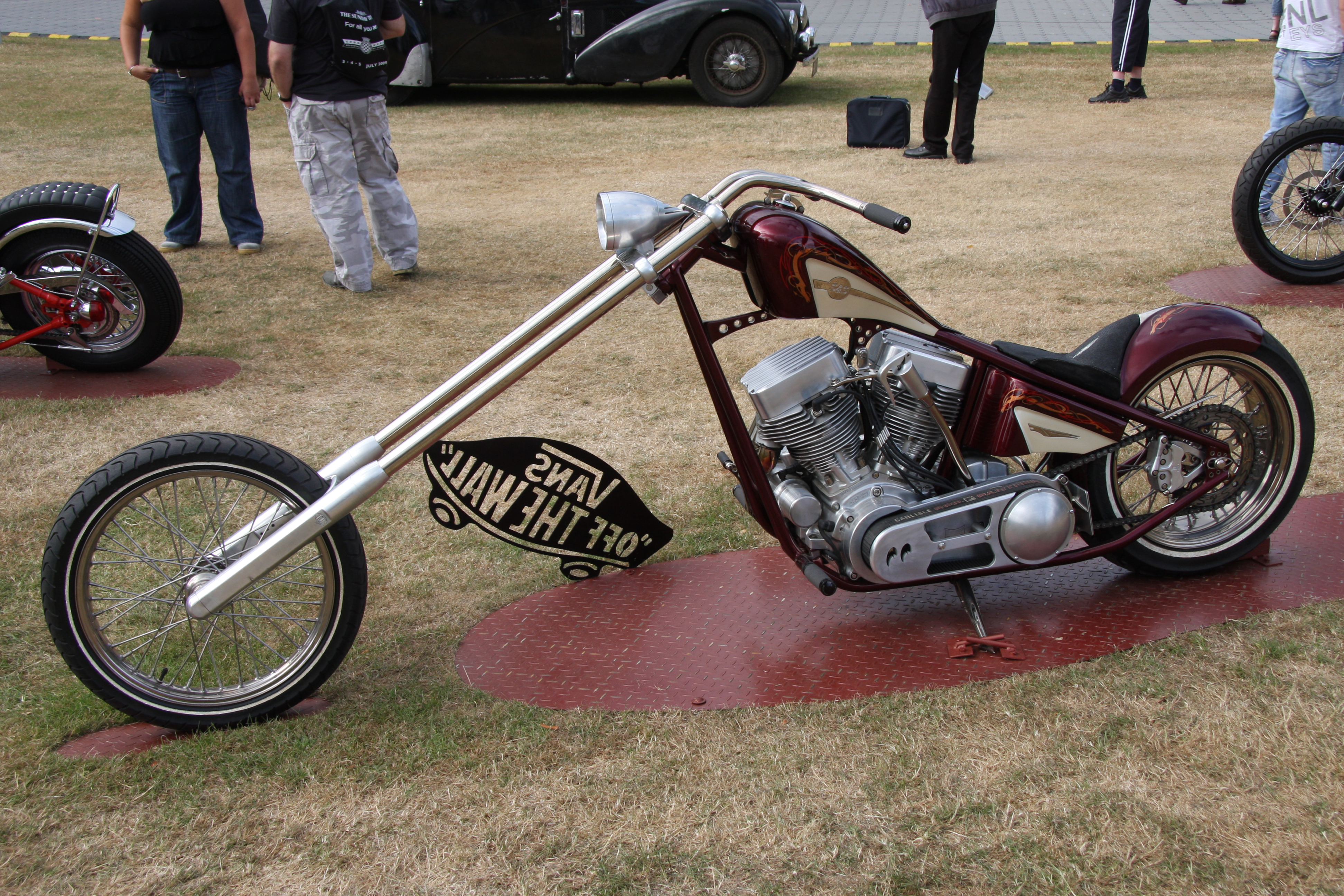
Chopper.
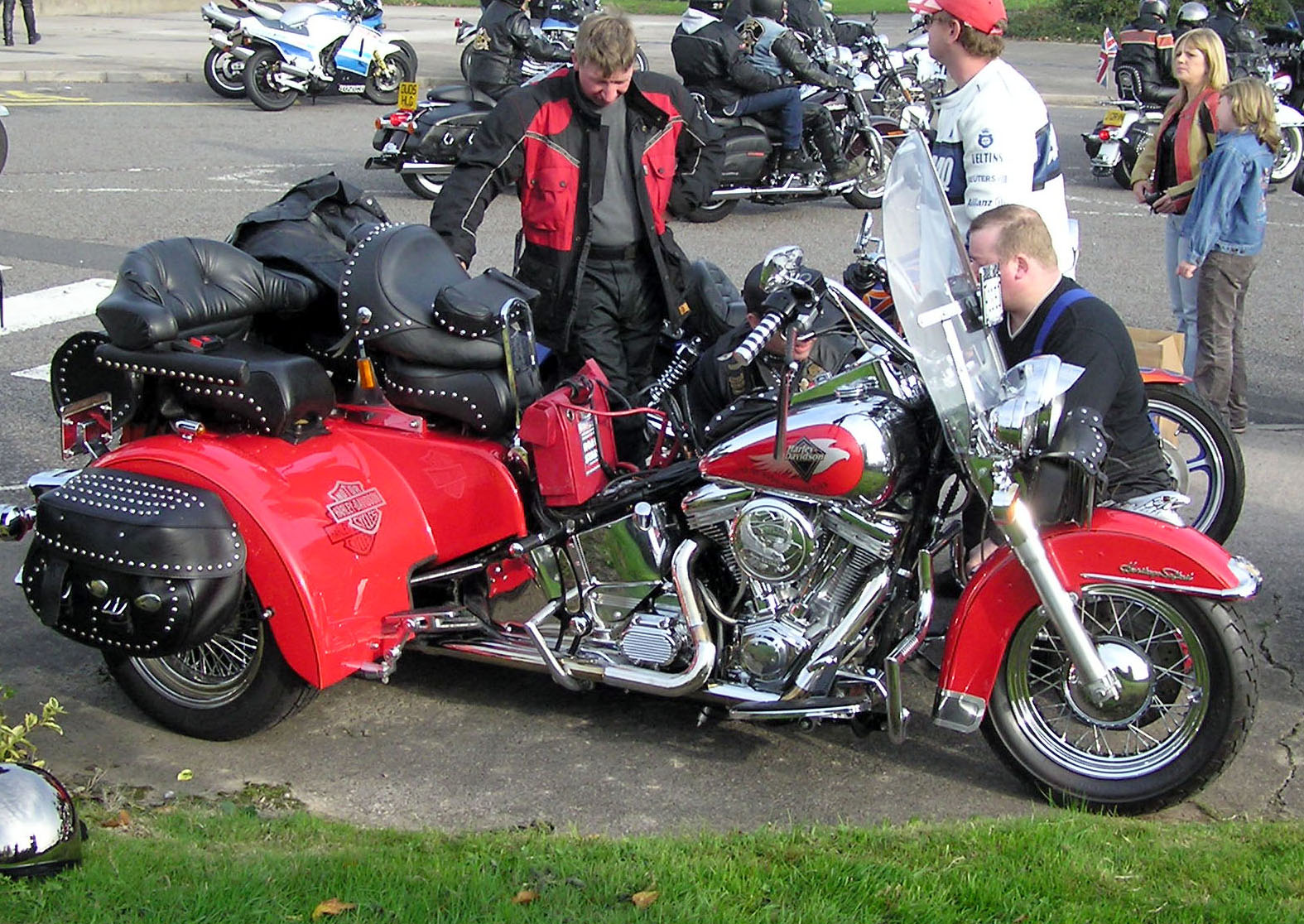
Trike.
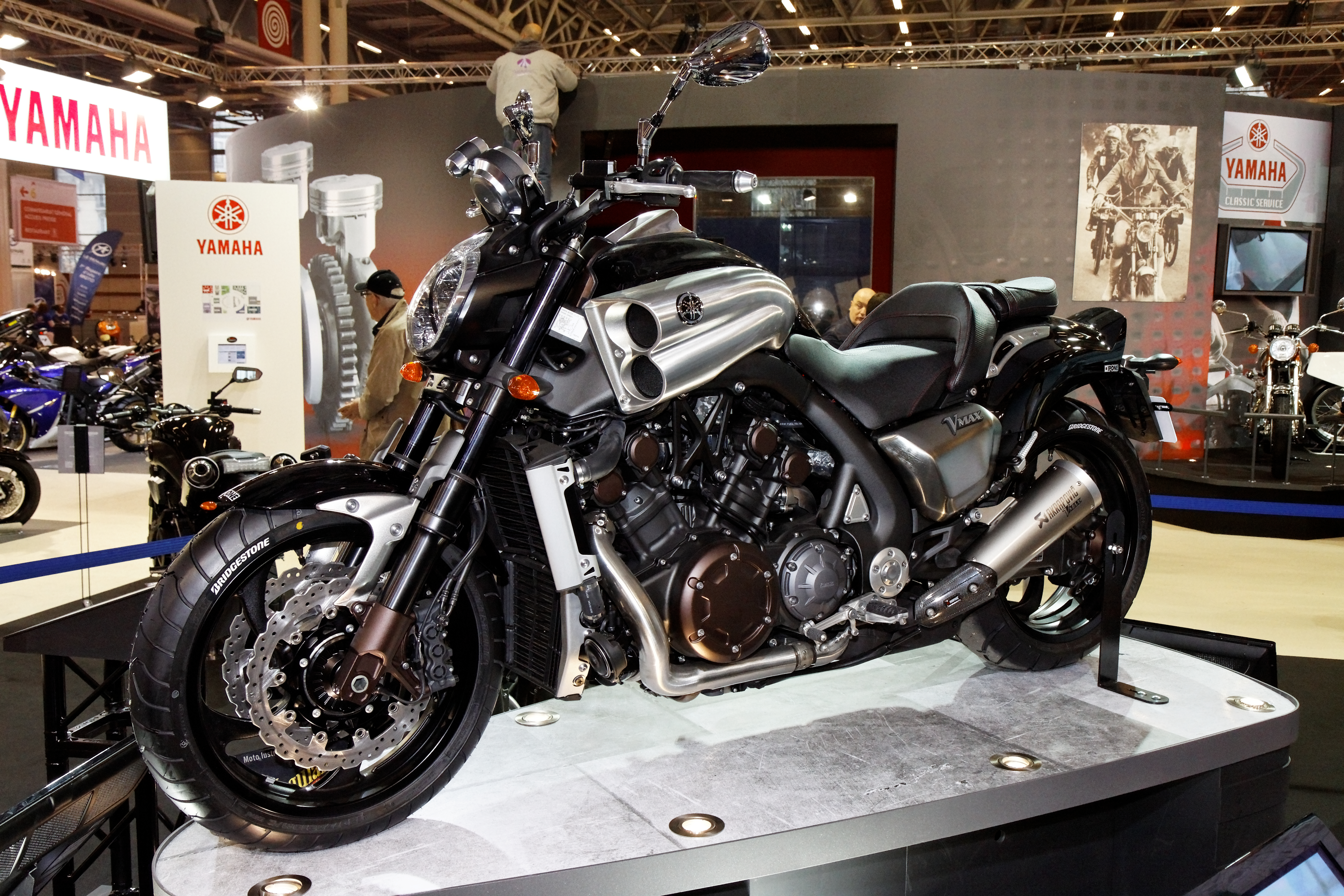
Lazareth.
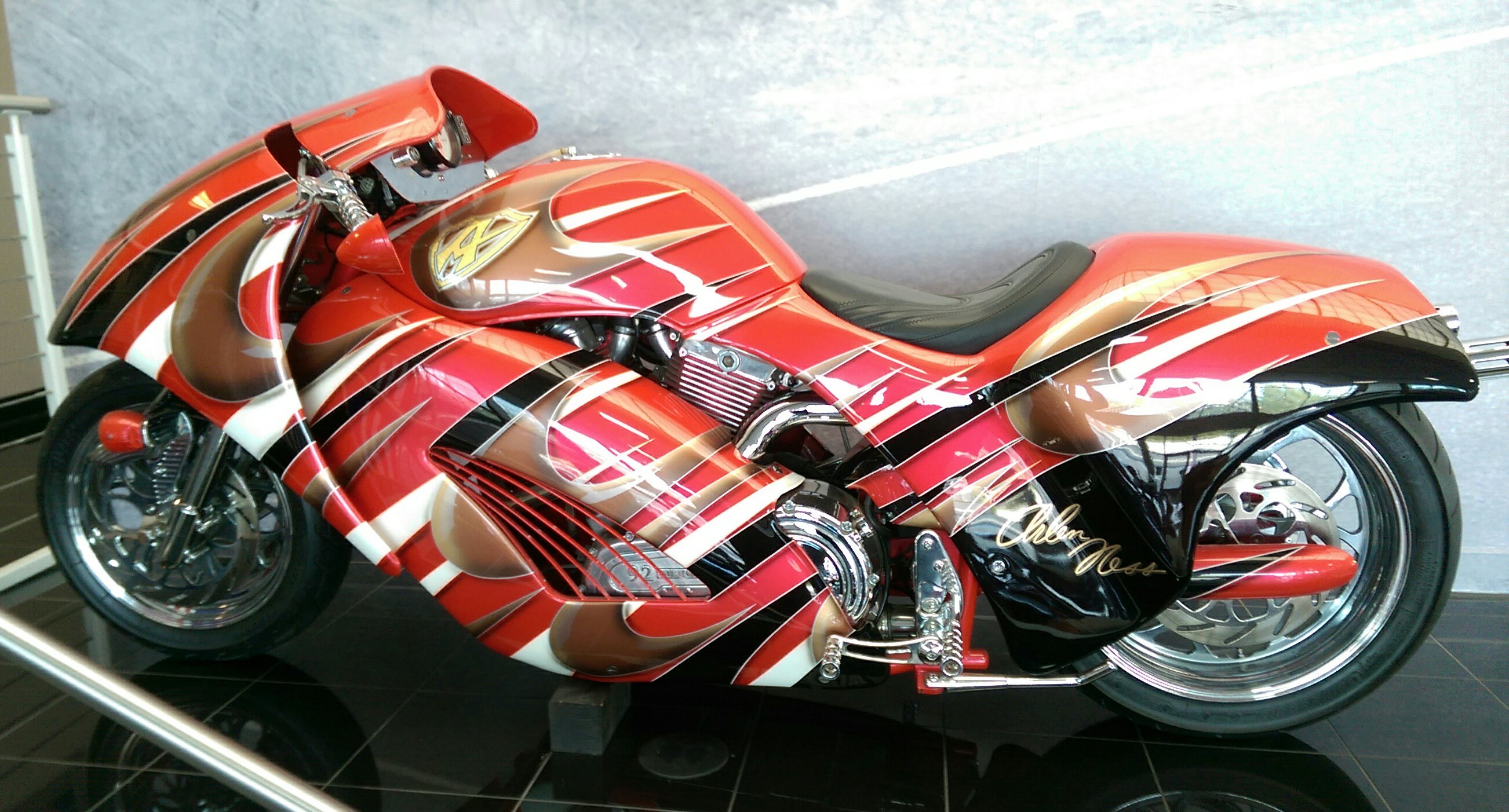
Custom Arlen Ness.
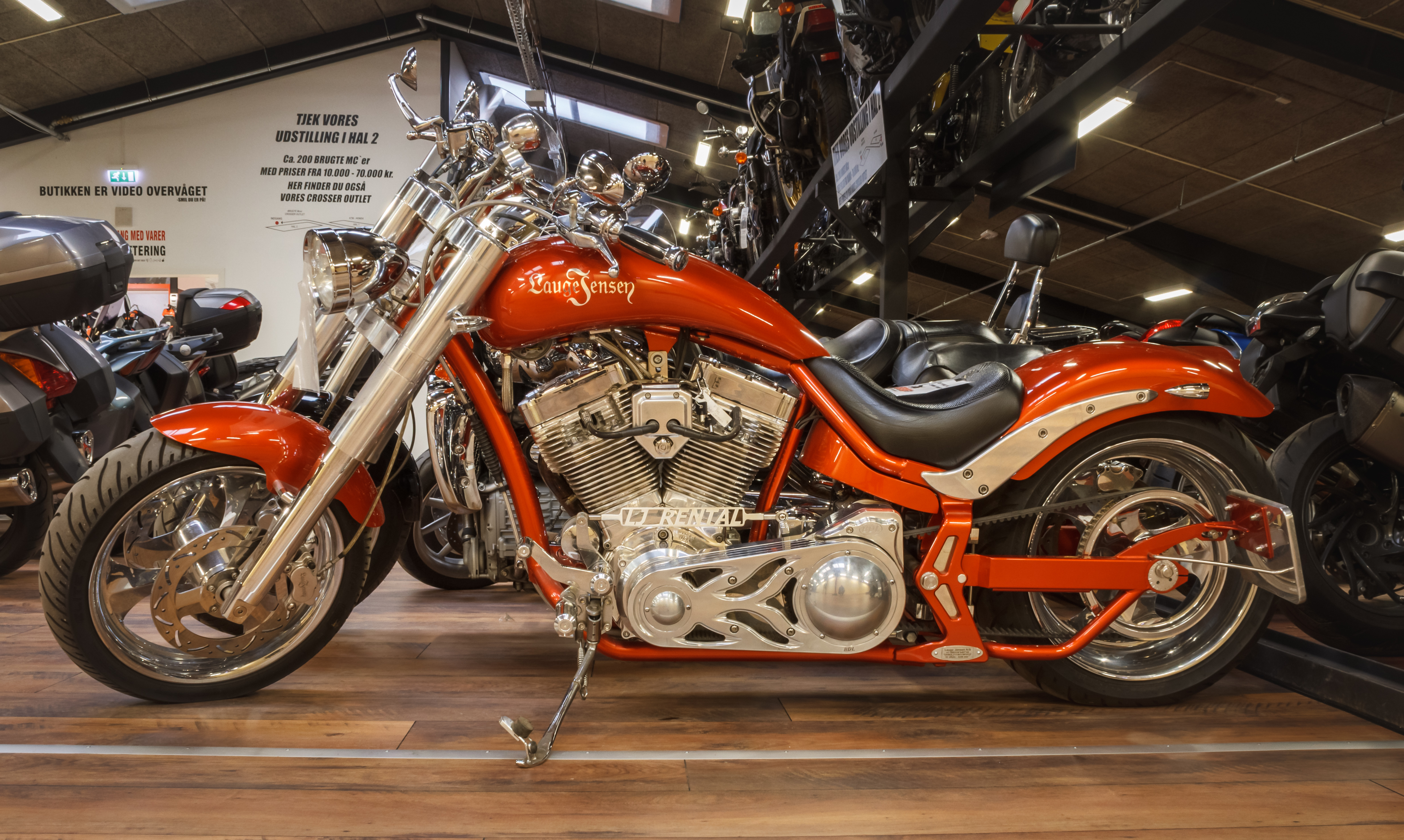
Custom Lauge Jensen - Great Dane 1800.
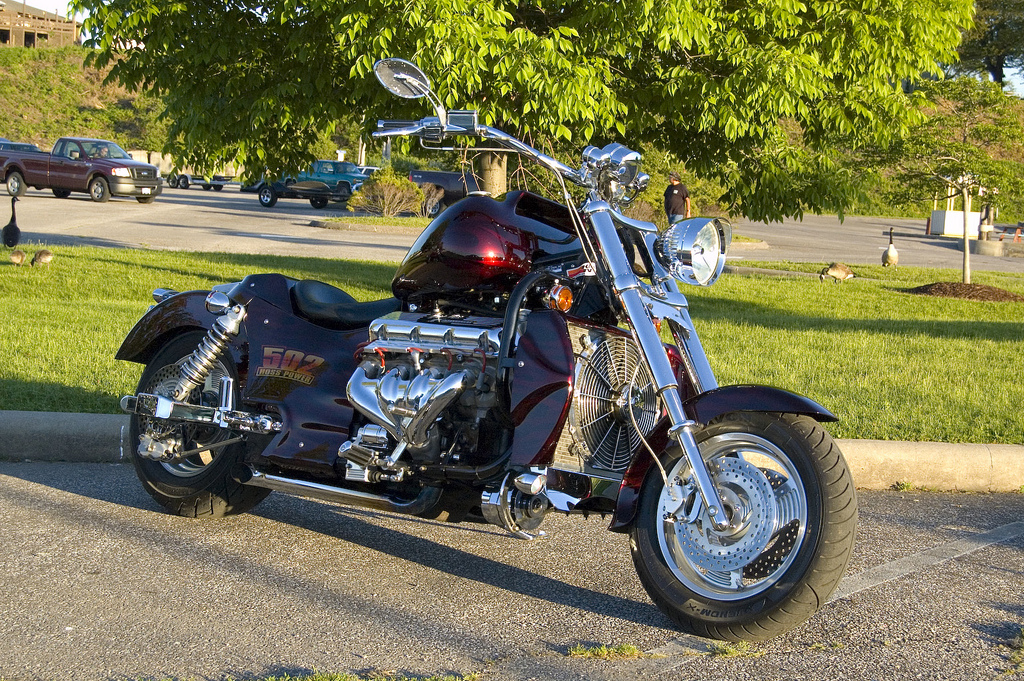
Boss Hoss à moteur V8 Chevrolet.
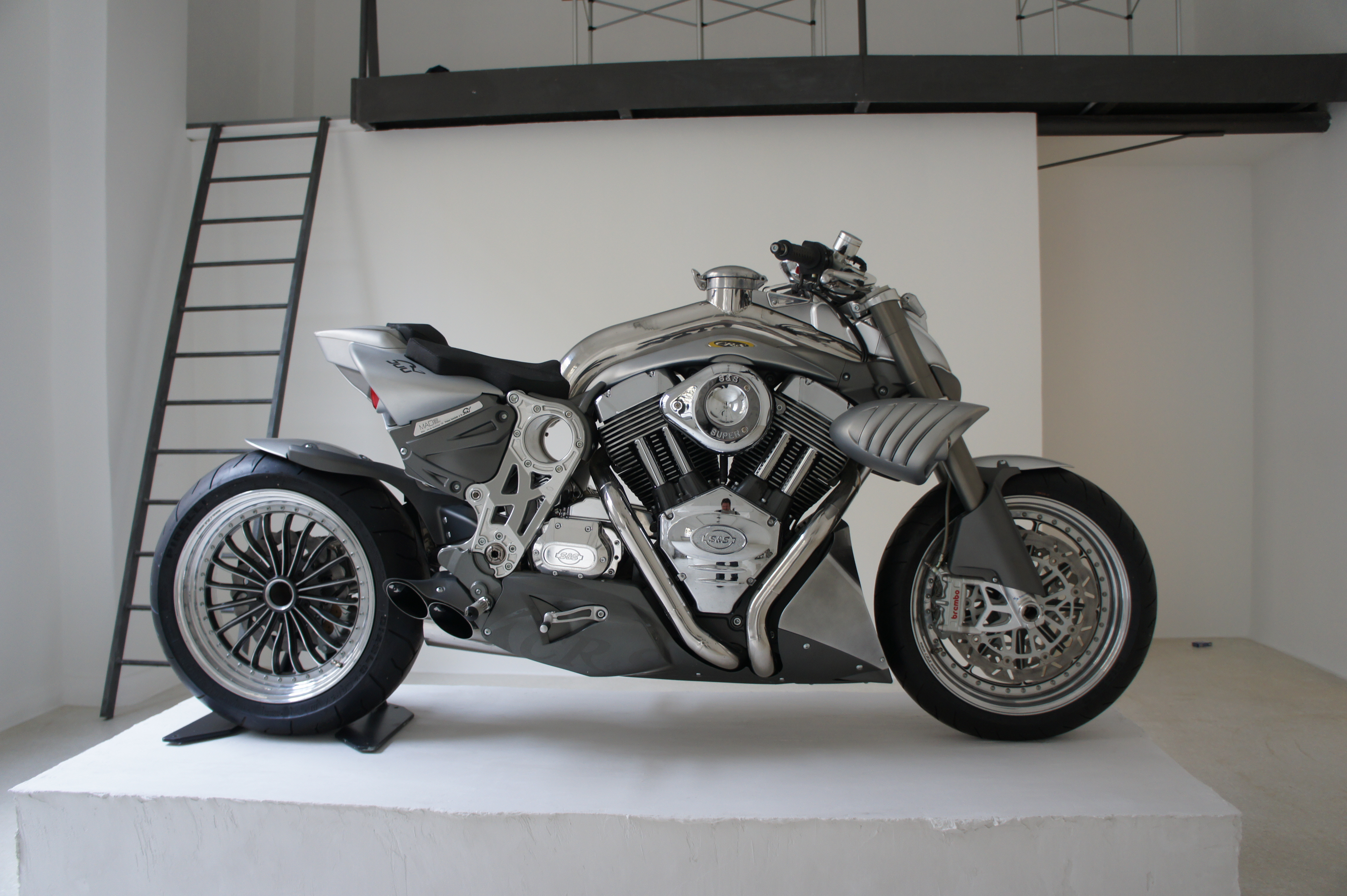
Café Racers & Superbikes Duu.
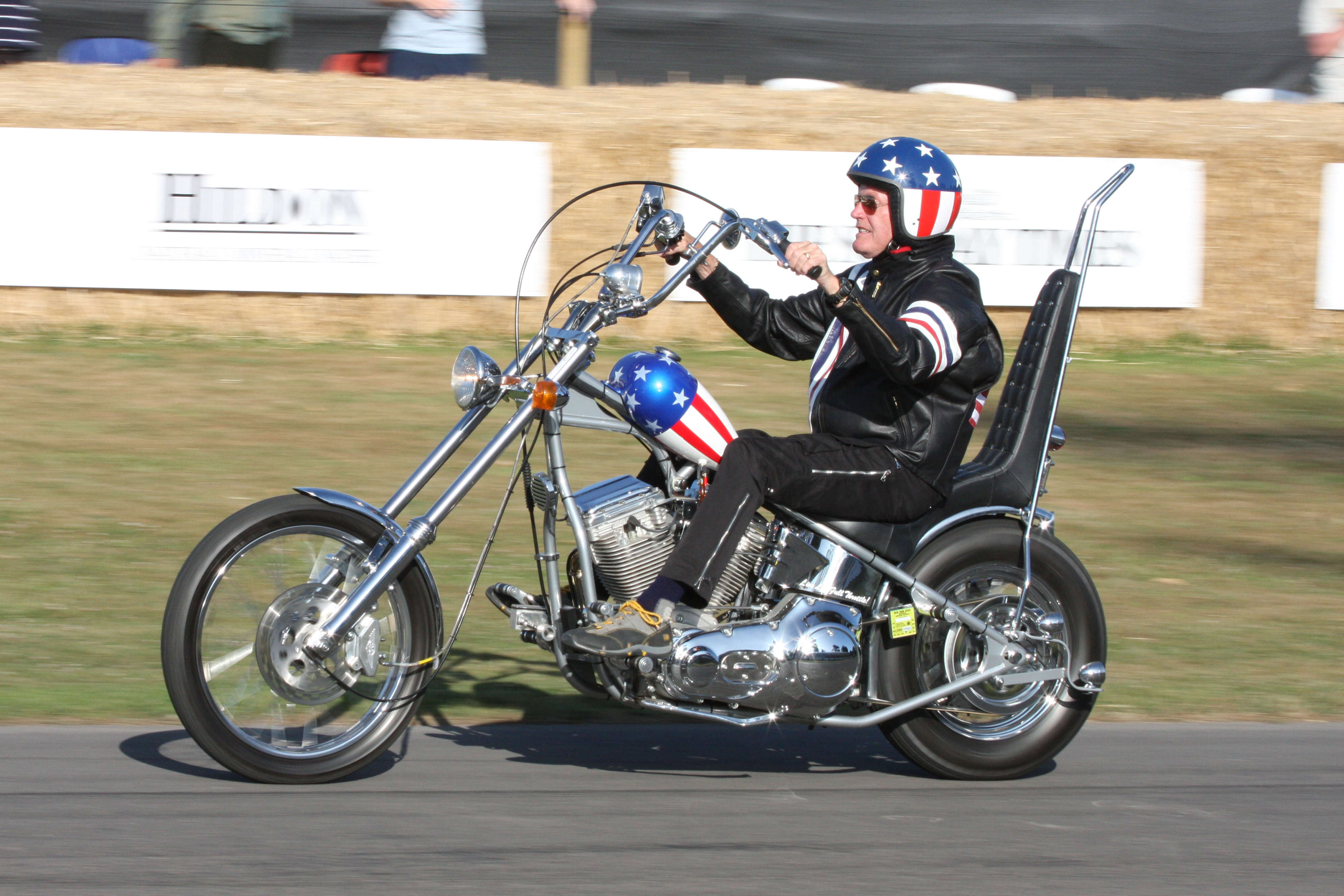
Custom « Captain America » de Peter Fonda, du film Easy Rider de Dennis Hopper de 1969.
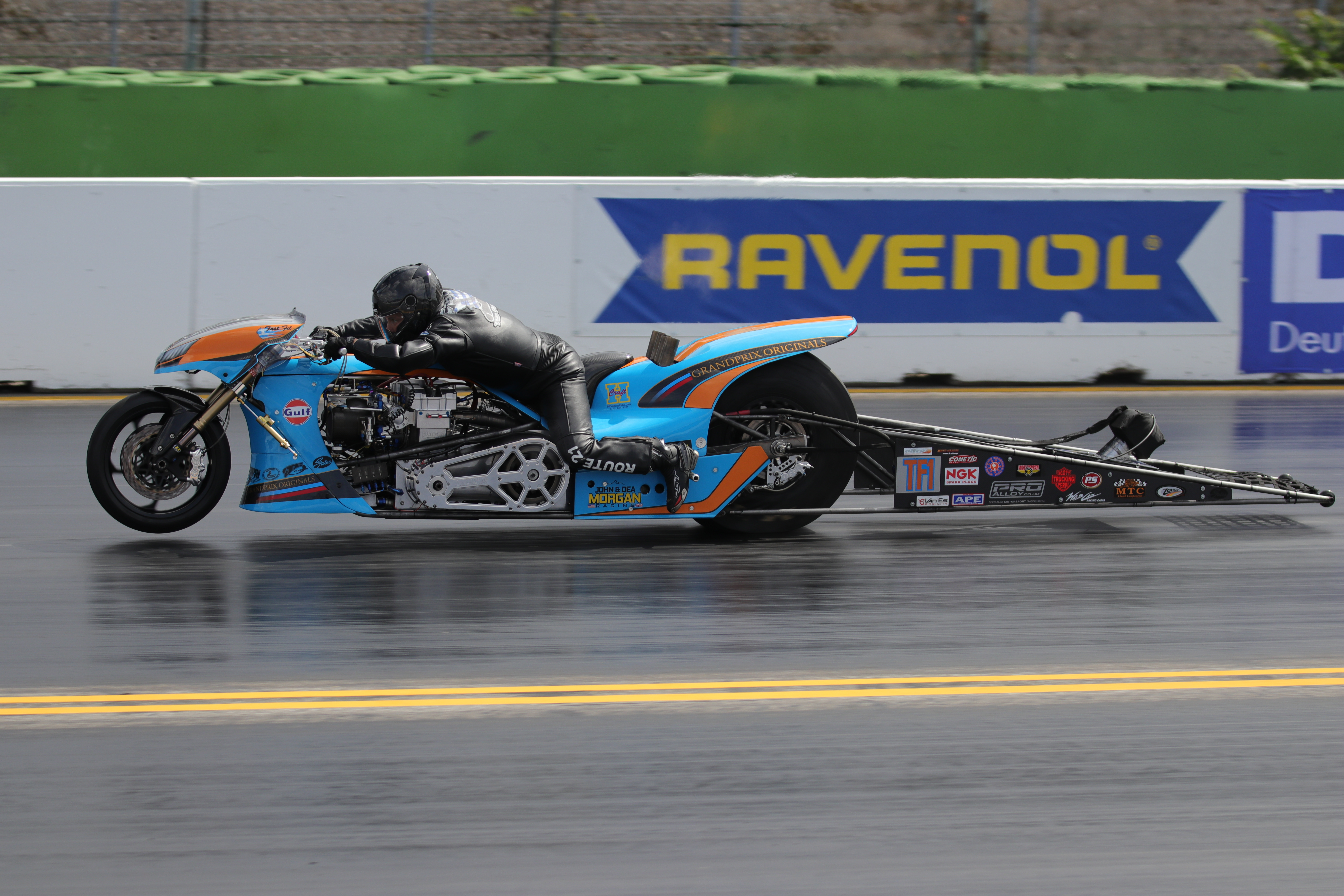
Un custom drag bike avec la roue avant soulevée, la structure arrière dite wheeliebars l'empêchant de faire une cabriole, l'accélération reposant sur la roue arrière. Aout 2019.

## Au cinéma
- 1969 : Easy Rider, road movie culte du cinéma américain de Dennis Hopper.

## Préparateurs et constructeurs notables
- Arlen Ness
- Boss Hoss
- Café Racers & Superbikes
- Harley-Davidson
- Honda (modèle Gold Wing)
- Indian
- Lazareth
- Millyard Viper V10
- Orange County Choppers
- Thunderbike
- Victory Motorcycles